# Abraxas aequimargo
Abraxas aequimargo es una especie de polilla de la familia Geometridae. La especie fue descrita por primera vez por Georg Semper en 1901 y se puede encontrar distribuido en las Filipinas.